# NGC 4139
NGC 4139 est une galaxie lenticulaire située dans la constellation de la Vierge. NGC 4139 a été découverte par l'astronome prussien Heinrich Louis d'Arrest en 1863. Cette galaxie a aussi été observée par l'astronome français Guillaume Bigourdan le 29 mars 1895 et elle a été inscrite à l'Index Catalogue sous la cote IC 2989.

## Caractéristiques
Sa vitesse par rapport au fond diffus cosmologique est de 5 958 ± 25 km/s, ce qui correspond à une distance de Hubble de 87,9 ± 6,2 Mpc (∼287 millions d'al).
À ce jour, une mesure non basée sur le décalage vers le rouge (redshift) donne une distance d'environ 96,400 Mpc (∼314 millions d'al). Cette valeur est à l'extérieur des valeurs de la distance de Hubble. Notons que c'est avec la valeur moyenne des mesures indépendantes, lorsqu'elles existent, que la base de données NASA/IPAC calcule le diamètre d'une galaxie et qu'en conséquence le diamètre de NGC 4139 pourrait être d'environ 34,0 kpc (∼111 000 al) si on utilisait la distance de Hubble pour le calculer.

## Paire optique de galaxies
Selon E.L. Turner, les galaxies NGC 4077 et IC 2989 (=NGC 4139) forment une paire de galaxies rapprochées. Il s'agit cependant d'un alignement fortuit, car NGC 4077 est à 109,2 Mpc de la Voie lactée. Ces deux galaxies ne constituent pas une paire réelle de galaxies.